# Lespesia cuculliae
Lespesia cuculliae är en tvåvingeart som först beskrevs av Herbert John Webber 1930.  Lespesia cuculliae ingår i släktet Lespesia och familjen parasitflugor. Inga underarter finns listade i Catalogue of Life.